# Saint-Jean-de-Boiseau

Saint-Jean-de-Boiseau este o comună în departamentul Loire-Atlantique, Franța. În 2009 avea o populație de 4,943 de locuitori.